# فرانسيس ويلوبي
فرانسيس ويلوبي (بالإنجليزية: Francis Willughby)‏ (و. 1635 – 1672 م) هو عالم طيور، وعالم أسماك، وعالم طبيعة إنجليزي، ولد في وركشير، كان عضوًا في الجمعية الملكية منذ 20 مايو 1663، توفي في Wollaton Hall ‏، عن عمر يناهز 37 عاماً ، بسبب سل.
فرانسيس ويلوبي (أحيانًا يلفظ ويلوغبي: في اللاتينية، فرانسيس ويلوبيوس) حاصل على زمالة الجمعية الملكية. عالم طيور وخبير في علم الأسماك، ومن أوائل تلامذة اللسانيات ودراسة الألعاب.
ولد وترعرع في ميدلتون هول، وركشير، وهو الابن الوحيد لأسرة ريفية ثرية. التحق بكلية الثالوث، كامبريدج، حيث تلقى تعليمه على يد عالم الرياضيات والطبيعة جون راي، الذي أصبح زميلًا له وصديق عمره، وعاش مع ويلوبي بعد عام 1662 عندما خسر راي مصدر رزقه بعد رفضه التوقيع على قانون التوحيد. انتخب ويلوبي ميلا للجمعية الملكية في سنة 1661، عندما كان عمره 27 عامًا.
كان ويلوبي، وراي، وآخرون مثل جون ويلكنز دعاةً لنهج جديد في دراسة العلوم، معتمدين على الملاحظة والتصنيف، بدلًا من اعتبارات أرسطو والكتاب المقدس. تحقيقًا لتلك الغاية، قام ويلوبي وراي وأصدقاؤهم بعدد من الرحلات لجمع المعلومات والعينات، في البداية في إنجلترا وويلز، حتى بلغت ذروتها في جولة واسعة في أوروبا القارية، وزاروا المتاحف والمكتبات والمجموعات الخاصة، فضلًا عن دراسة الحيوانات والنباتات المحلية. بعد جولتهما القارية، عاش ويلوبي مع راي وعملًا بصورة أساسية في ميدلتون هول. تزوج ويلوبي من إيما بارنارد في عام 1668 وأنجب الزوجان ثلاثة أطفال.
عانى ويلوبي من نوبات من المرض على مر السنين، وتوفي في النهاية بسبب مرض ذات الجنب في يوليو 1672، عن عمر ناهز 36 سنة. ألقى موته المبكر على عاتق راي مهمة إتمام الأعمال المتعلقة بالحيوانات التي خططا لها سويًا. بعد مرور مدة مناسبة، نشر راي كتبًا عن الطيور والأسماك واللافقاريات: كتاب علم الطيور الثالث، وتاريخ الأسماك، وتاريخ الحشرات. نشر كتاب علم الطيور بصورة موسعة باللغة الإنجليزية. تضمنت الكتب طرقًا مبتكرة وفعالة لتصنيف الحيوانات، وكانت الثلاثة جميعها مؤثرة في تاريخ علوم الحياة، بما في ذلك تأثيرها على مؤلفي كتب التاريخ الطبيعي اللاحقين وأهميتها في تطوير التسمية العلمية (الاسم الثنائي) على يد كارولوس لينيوس.

## نشأته
ولد فرانسيس ويلوبي في ميدلتون هول، وركشير في 22 نوفمبر 1635، وهو الابن الوحيد للسير فرانسيس ويلوبي وزوجته كاساندرا (اسم عائلتها قبل الزواج: ريدجواي). كان جداه هما السير بيرسيفال ويلوبي من وولاتون هول، وتوماس ريدجواي، إيرل لوندنديري الأول. انتمت عائلته لطبقة أرستقراطية مترفة، وكان مسقطها الرئيسي في وولاتون هول، الواقعة اليوم في توتنغهام. درس فرانسيس الأصغر في مدرسة الأسقف فيسي الثانوية في سوتون كولدفيلد وكلية الثالوث، كامبريدج. بدت عليه سعة اطلاعه، واحتوت مكتبته عند وفاته على ما يقدر بنحو 2000 كتاب، بما فيها الأعمال الأدبية والتاريخية والدرعية (علم شعارات النبالة وابتكارها وصنعها ومنحها وتحقيق الأنساب وتدوينها)، فضلًا عن مجلدات العلوم الطبيعية.
بدأ ويلوبي دراسته في كلية الثالوث زميلًا عامًا عندما بلغ من العمر 17 عامًا. كان معلمه جيمس دوبورت، الذي شارك ويلوبي تأييده الملكي خلال الحرب الأهلية الإنجليزية. رتب جون راي، الذي كان زميلًا في مجال الرياضية في كلية الثالوث، أن يعلم تلميذه أيزاك بارو ويلوبي هذه المادة. أصبح الاثنان صديقين، وفي عام 1665، عكف بارو على تدريس ويلوبي كتاب الأصول لإقليدس واثنين آخرين من زملائه الأثرياء.
رغم ترك الطلاب الأثرياء غالبًا الجامعة دون حصولهم على شهادة، تخرج ويلوبي بدرجة البكالوريوس في يناير 1656، التي ترقّت لاحقًا إلى درجة الماجستير على أساس الأولوية في يوليو 1660. في سنة 1657، انضم إلى جمعية «غرايز إن»، ولم تكن تلك خطوة غير عادية بالنسبة إلى رجل ذو أملاك قد يضطر إلى التعامل مع القضايا القانونية. تعاون ويلوبي مع راي في كلية الثالوث على مشاريع «كيميائية» عدة، تضمنت دراسة خلات الرصاص الثنائي والإثمد (حجر الكحل)، وفي عام 1663، انتخب ويلوبي، الذي كان يبلغ حينها 27 عامًا، عضوًا مؤسسًا في الجمعية الملكية على أساس ترشيحي راي وجون ويلكنز، الذي أصبح أستاذ كلية الثالوث في عام 1660، وفي النهاية أسقف تشيستر. في عام 1667، انتخب راي أيضًا زميلًا في الجمعية الملكية، ولكن اعتذر عنه لاحقًا بسبب فقره.

## رحلاته
في أواخر القرن السادس عشر وأوائل القرن السابع عشر، دعا فرانسيس بيكون إلى تطوير المعرفة من خلال الملاحظة والتجربة، بدلًا من الاستناد إلى أفكار أرسطو والكنيسة. سعت الجمعية الملكية وأعضاؤها مثل راي وويلكينز وويلوبي إلى تطبيق المنهج التجريبي، بما يتضمن السفر لجمع العينات والمعلومات. ساعد ويلوبي راي في جمع النباتات لعمله «فهرس النباتات التي تنمو حول كامبريدج»، الذي نشر في فبراير سنة 1660 دون الكشف عن هوية مؤلفه.
لاحقًا في ذلك العام، سافر راي وويلوبي عبر شمالي إنجلترا إلى ليك ديستريكت، وجزيرة مان، وجزيرة الإنسان الصغرى، ورأوا فرخ جلم ماء مانكس في الموقع الأخير. بعد ذلك، زار ويلوبي جامعة أوكسفورد لفترة وجيزة للبحث في بعض كتب التاريخ الطبيعي النادرة.

### تشيشير وويلز
في مايو 1662، انطلق ويلوبي وراي وفيليب سكيبون، طالب راي، في رحلة ثانية عبر نانتويش وتشيستر وغربًا إلى أنجليسي. عادوا إلى الأراضي الداخلية إلى لانبيريس وعثروا على سمكة محلية في بحيرة تدعى «تورغوش»، التي وصفها ويلوبي بأنها نفسها سمكة «ويندرمير تشار» التي أشار إليها سابقًا في ليك ديستركت. توجهت المجموعة بعدها جنوبًا عبر غرب ويلز إلى بيمبروك، وزاروا جزيرة باردسي في طريقهم. رجعوا إلى الشاطئ الجنوبي الويلزي إلى تينبي، حيث رأوا أنواعا كثيرة من الأسماك، وإلى أبرافون، حيث رأوا طائر كرسوع أبو المغازل (أباعويد).
أجرى ويلوبي مقابلات مع متحدثي الويلزية لمحاولة إجراء دراسة منهجية أثرت في علماء لاحقين رغم أنها لم تنشر. خلال تلك الرحلة، قرر راي وويلوبي محاولة تصنيف كل الكائنات الحية، إذ عمل راي بصورة رئيسية على النباتات وويلوبي على الحيوانات. استعمل ويلكنز جداول الأنواع التي أنتجها الاثنان كجزء من مشروع واحد نشر لاحقًا في سنة 1668 تحت عنوان «مقال حول شخصية حقيقية ولغة فلسفية». هدف ويلكنز إلى إيجاد مصطلحات عالمية لوصف العالم الطبيعي، وكان الغرض من دراسة اللغات ونظم الكتابة هو إيجاد إطار لغوي منطقي لمنهجه في التصنيف.
انفصل ويلوبي عن أقرانه عندما مرض في غلوستر، بينما استمروا هم في عبور جنوب غرب إنجلترا وصولًا إلى لسان لاندز إند الصخري. عندما تعافى ويلوبي، قضى جزءًا من الوقت في مراقبة الطيور الصيفية في لينكولنشاير. لاحقًا، زار راي وويلوبي جنوب غرب إنجلترا سويًا في عام 1667، وعادوا مرورًا بمقاطعات دورست، وهامبشاير، ولندن.

### أوروبا
في أغسطس 1662، استقال راي من منصب الزمالة في كامبريدج، إذ لم يكن مستعدًا للامتثال لمتطلبات قانون الاتحاد المفروض على رجال الدين في كنيسة إنجلترا. كان عاطلًا عن العمل وبدون مصدر للدخل، كان وضعه صعبًا، لكن ويلوبي عرض عليه الإقامة والعمل في ميدلتون، كاتبًا له: «من المرجح أن أقضي معظم حياتي بعد ذلك في التبحر بالأفكار، أو التدريس الخاص في أوكسفورد. ليس لدي إقدام كبير للتفكير في الاستقرار أو تشكيل عائلة. سأكون مسرورًا جدًا برفقتك الدائمة ومساعدتك لي في أبحاثي».

## مناصب
تولى منصب High Sheriff of Warwickshire ‏ منذ 1671
.

## التعليم
تعلم في كلية الثالوث، كامبريدج، وتعلم في جامعة هارفارد، وتعلم في Bishop Vesey's Grammar School ‏
.

## أعمال بارزة
من أهم أعماله:
Ornithologia libri tres ‏